# Mentonasc
El mentonasc és un parlar de transició de Menton a cavall de l'occità i el lígur. Mostra algunes de les característiques de transició del lígur, tot i que tradicionalment s'associa amb l'occità.
Quan Menton formava part de la República de Gènova i, posteriorment, del Regne de Sardenya, el mentonasc era utilitzat en tota la zona costanera entre Mònaco i Ventimiglia. Al segle xix el mentonasc va ser utilitzat a les ciutats lliures de Menton i Ròcabruna Caup Martin, un Estat independent creat en el marc de la unificació italiana. Amb l'annexió del Comtat de Niça a l'Estat francès el 1860, el mentonasc va començar a ser cada cop menys utilitzat, en favor del francès i de l'occità dels immigrants francesos de Provença. Actualment el mentonasc encara és parlat per aproximadament el 10% de la població de la ciutat de Menton i dels municipis propers de Ròcabruna Caup Martin, Castelar, Castilhon, Gòrbi, Santa Anha i Sospèl, vora la frontera amb Itàlia.
La principal entitat que defensa el mentonasc és la Societat d'Art e d'Istòria dau País Mentonasc (SAHM), afiliada al Felibritge i l'Institut d'Estudis Occitans.